# Louis Tomasini
Pour les articles homonymes, voir Tomasini.
Louis Tomasini est un facteur de pianos et clavecins. Il est principalement connu pour être à l'origine de la renaissance du clavecin à la fin du XIXe siècle.

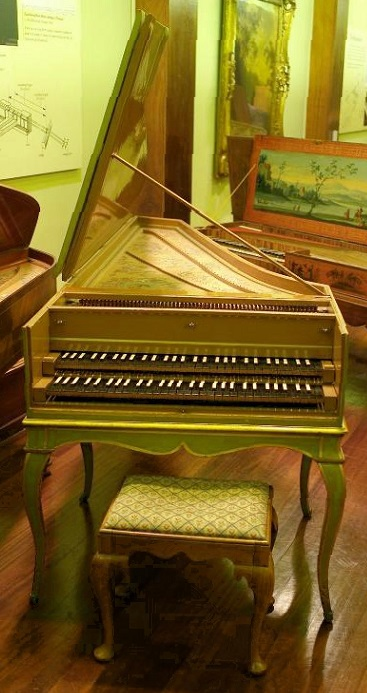
Clavecin par Pascal-Joseph Taskin (Paris, 1769) restauré par Louis Tomasini
St Cecilia's Hall, Édimbourg

Italien installé à Paris, technicien du piano, il s'intéresse au clavecin alors pratiquement passé de mode et en restaure plusieurs, tel en 1883 le clavecin-pédalier de Joachim Swanen du Conservatoire national des arts et métiers. 
Il copie des instruments de Henri Hemsch vers 1885 puis se voit confier par un descendant de Pascal Taskin la restauration d'un instrument construit par son ancêtre en 1769 (exposé aujourd'hui à Édimbourg). 
À cette occasion, des plans détaillés de l'instrument sont dressés, qui serviront, avec plus ou moins de fidélité, de modèle à trois clavecins construits par trois facteurs (Pleyel, Érard et Tomasini lui-même) et exposés à l'Exposition universelle de Paris de 1889. Ils y sont joués par Louis Diémer ce qui permet au public de redécouvrir une sonorité oubliée ; ces trois instruments, sont aujourd'hui conservés au Musikinstrumenten-Museum de Berlin, celui de Tomasini est le plus fidèle au modèle revendiqué.

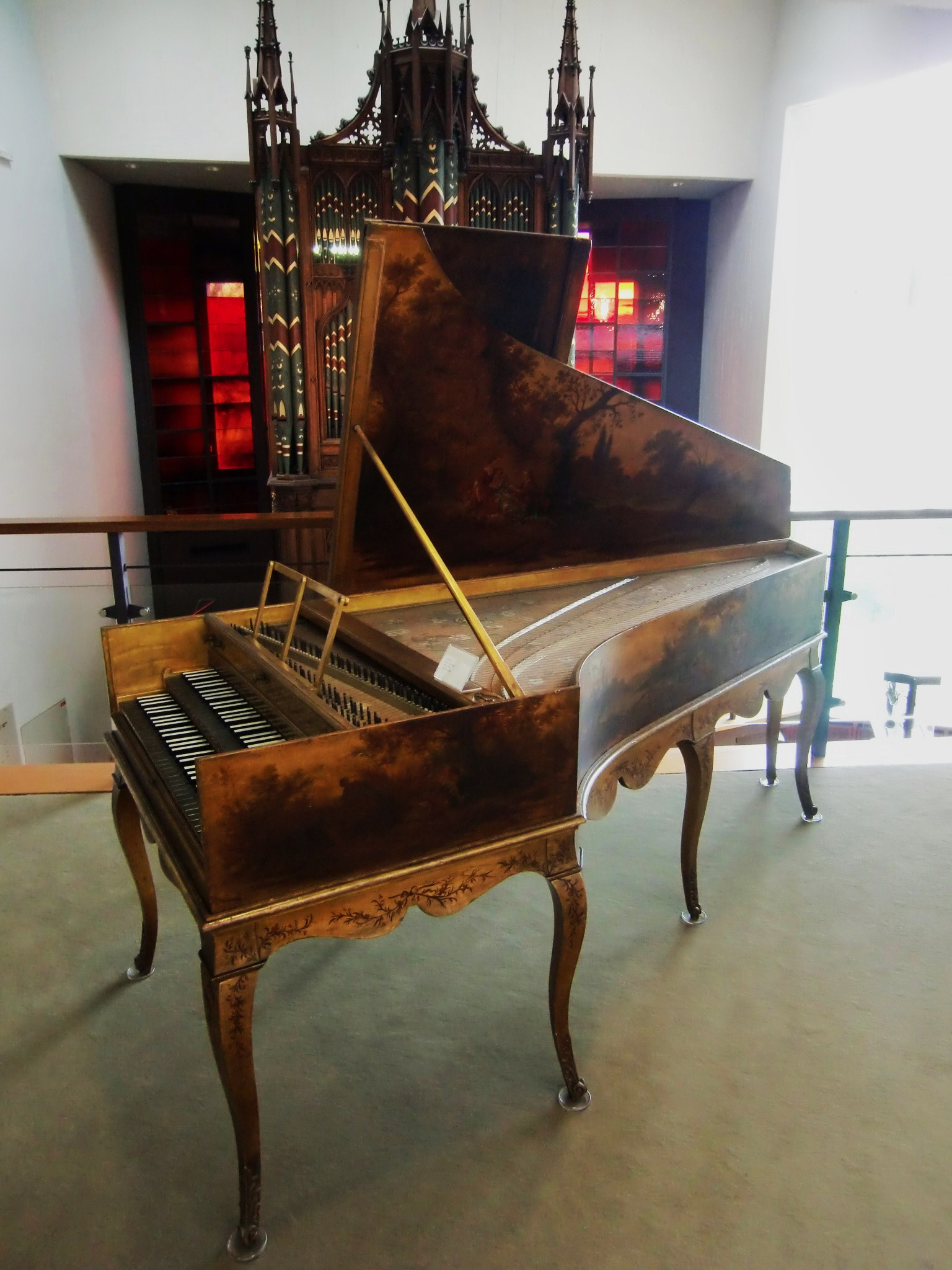
Le clavecin de 1889
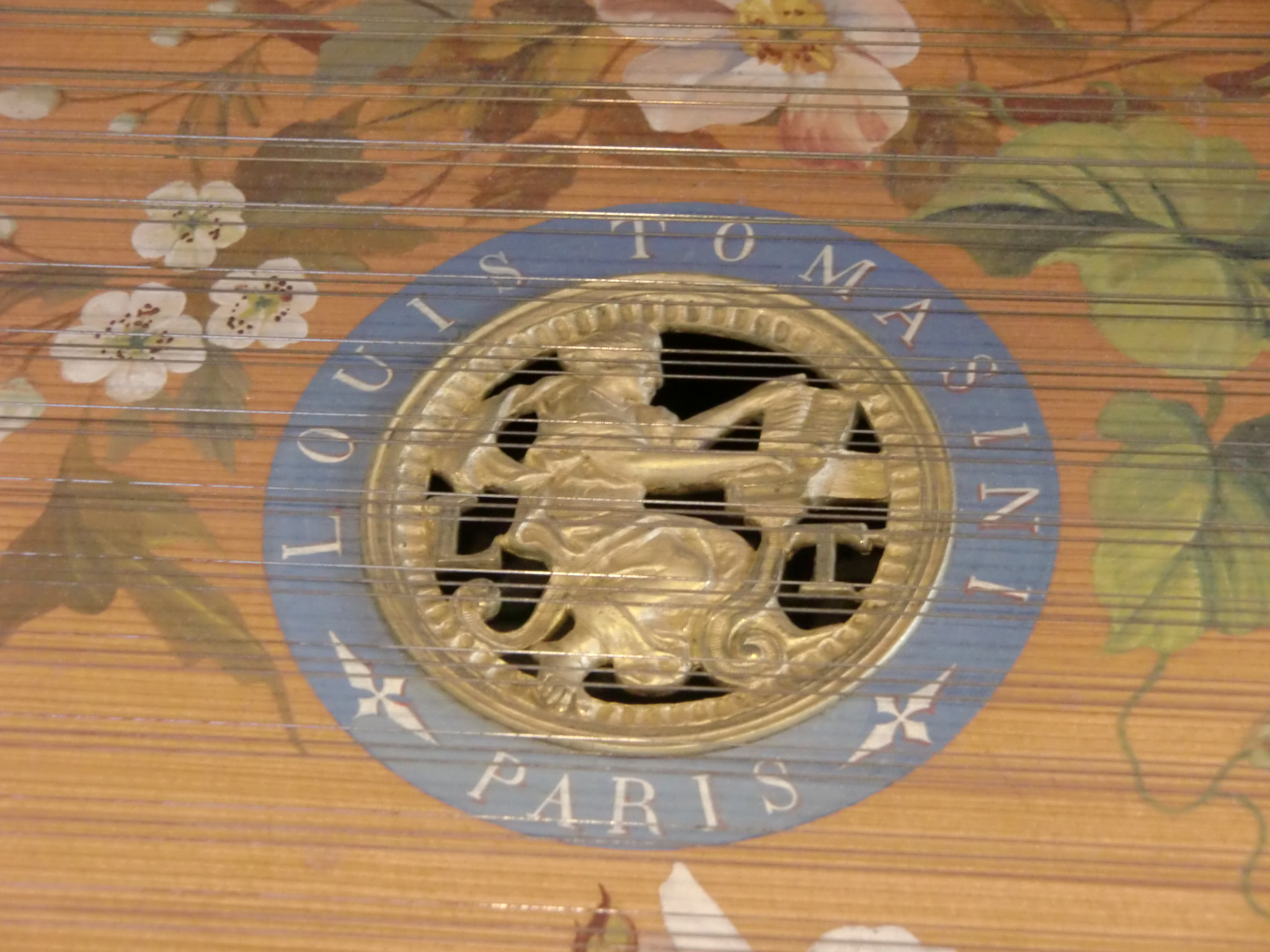
sa rosace